# پادشاهی (مجموعه تلویزیونی)
پادشاهی (هانگول: 킹덤؛ آوایی: Kingdeom) مجموعهٔ وب تلویزیونی کره‌ای است که در سال ۲۰۱۹ توسط شبکهٔ نت‌فلیکس تولید شد. این اولین سریال کره‌ای اصلی نت‌فلیکس است که در ۲۵ ژانویهٔ ۲۰۱۹ پخش شد. کارگردانی این سریال بر عهدهٔ کیم سئونگ‌هون بوده است. این سریال از مجموعهٔ وب‌کامیک «پادشاهی خدایان» اقتباس شده است که توسط کیم ایون‌هی نوشته و توسط یانگ کیونگ‌ایل نقاشی شده است.
این سریال با نقدهای مثبت روبرو شد و فصل دوم آن نیز ۱۳ مارس ۲۰۲۰ منتشر شد.

## خلاصهٔ داستان
سریال در دورهٔ پادشاهی چوسان و چند سال پس از حملهٔ ژاپن به کره (۱۵۹۲–۱۵۱۵) اتفاق می‌افتد. فصل اول داستان ولیعهد لی چانگ (جو جیهون) را به تصویر می‌کشد که درگیر یک کودتا/توطئه سیاسی شده و مجبور می‌شود مأموریتی را آغاز کند تا در مورد شیوع بیماری مرموزی که پادشاه فعلی و استان‌های جنوبی را دربرگرفته تحقیق کند؛ بیماری‌ای که باعث می‌شود قربانیان به صورت مردهٔ متحرک احیا شوند. داستان با اعلامیه‌ای آغاز می‌شود که ادعا می‌کند «پادشاه چوسان مرده است و ولیعهد باید فوراً به عنوان پادشاه جدید، تاج گذاری کند.» اما در داخل کاخ، پادشاه به شدت بیمار است و طی ۱۰ روز گذشته، به صورت مخفیانه تحت درمان قرار گرفته و هیچ‌کس مجاز به ملاقاتش نیست، حتی خود ولیعهد. اواخر شب، ولیعهد برای دیدار با پدرش مخفیانه وارد کاخ شده و سعی می‌کند حقیقت را دریابد. اما به جای پدرش، با سایهٔ یک هیولای وحشی روبرو می‌شود. با همراهی پزشک سوبی (بائه دونا)، یونگ شین مرموز (کیم سونگ کیو) و محافظ شخصی‌اش مویانگ (کیم سانگ هو)، شاهزاده لی چانگ باید از پیشرفت بیماری به سوی پایتخت، هانیانگ (سئول امروزی)، جلوگیری کند. همچنین باید کودتای شیطانی‌ای که توسط وزیر چو هاک‌جو (ریو سئونگ ریونگ) و خانواده وی به راه افتاده و هدفش تسخیر تاج و تخت است، را خنثی کند.
فصل دوم حول پیشرفت بیماری در چندین استان می‌چرخد. در ادامه راه برای متوقف کردن شیوع بیماری، یک مکاشفهٔ ویرانگر در سانگجو اتفاق می‌افتد. به محض فرارسیدن فصل زمستان، انبوهی از مردگان متحرک به دلیل تغییر دمای محیط، در حال گردش آزادانه هستند. شاهزاده لی چانگ از ترس تهاجم قریب‌الوقوع، سعی در جلب حمایت متحدین خود برای متوقف کردن مردگان و احقاق حق سلطنت خود دارد. اما در بی‌خبری ولیعهد، توطئه دیگری در جهت منافع سیاسی قبیلهٔ فاسد هاوون چو در جریان است. نایب‌السلطنه ملکه چو (کیم هی‌جون) یک نوزاد پسر را می‌دزدد و آن را فرزند خود جا می‌زند و او را ولیعهد جدید اعلام می‌کند. او در آخرین تلاش‌هایش، از بیماری به عنوان وسیله‌ای علیه مردم هانیانگ استفاده می‌کند. وقتی مصیبت افراد زنده را درگیر می‌کند، تنها یک سؤال باقی می‌ماند. آیا شاهزاده می‌تواند مردم خود را به موقع نجات دهد و آشفتگی سیاسی پایتخت را پایان دهد یا اینکه این بیماری پایانی بر پادشاهی چوسان خواهد بود؟ زمانی که ملکه چو از این بیماری علیه مردم هانیانگ و ولی عهد استفاده می‌کند، خودش در این راه توسط مرده‌های متحرک خورده می‌شود و پسر بچه ای هم که دزدیده بود توسط یکی از این‌ها گاز گرفته می‌شود. در این بین، پزشک سوبی بچه را همراه خود برمی‌دارد و تا آمدن ولیعد به آنجا، در جایی فرار می‌کند. دست بچه را درون آب کرده و کرم‌های بدنش را که باعث این بیمار می‌شوند، خارج می‌کند. اما در این بین ولیعد برای حفظ آبروی خاندانش؛ آن پسر بچه را ولیعد می‌نامد و به خاطر حرف پزشک سو او را نمی‌کشد. پسر بزرگ می‌شود و ۶ یا ۷ ساله می‌شود و در این بین دوباره بیماری شیوع پیدا می‌کند. هیچ‌کس اجازه نمی‌دهد ولیعد کوچک از گذشته و بیماری چیزی بداند برای همین هم از او همه چیز را مخفی می‌کند. حال لی چانگ به همراه پزشک سو و چند نفر به جایی می‌رود که شیوع بیماری موج می‌زند و از آن طرف هم یک کرم از درون آن پسر که حال ولیعد است خارج نشده و به سمت سر آن حرکت می‌کند!

## بازیگران

### اصلی
- جو جی هون … ولیعهد لی چانگ[۱۴]
- ریو سونگ ریونگ … چو هاک جو[۱۵]
- به دونا … پرستار سوبی[۲]
- کیم سونگ کیو … یونگ شین جین

### مکمل
- کیم سانگ هو … مویانگ[۱۶]
- هو جون هو … آن‌هیون[۱۷]
- جون سوک هو … بوم‌پال[۱۸]
- کیم هه جون … نایب‌السلطنه ملکه چو
- جونگ سوک وون … چو بوم ایل
- جون جی هیون … آشین
- پارک بیونگ اون … مین چی روک

## قسمت‌ها

### بررسی اجمالی
| فصل | قسمت‌ها | قسمت‌ها | تاریخ اصلی پخش | تاریخ اصلی پخش |
| --- | ------ | ------ | -------------- | -------------- |
| ۱   | ۶      | ۶      | ۲۵ ژانویه ۲۰۱۹ | ۲۵ ژانویه ۲۰۱۹ |
| ۲   | ۶      | ۶      | ۱۳ مارس ۲۰۲۰   | ۱۳ مارس ۲۰۲۰   |

### فصل ۱ (۲۰۱۹)
| شم. کلی | شم. در فصل | عنوان        | کارگردان     | نویسنده    | تاریخ پخش اصلی |
| --- | ---------- | ------------ | ------------ | ---------- | -------------- |
| ۱ | ۱          | «قسمت اول»   | کیم سئونگ‌هون | کیم ایون‌هی | ۲۵ ژانویه ۲۰۱۹ |
| مقامات در هانیانگ اعلامیه‌هایی مبنی بر مرگ پادشاه پیدا کرده‌اند. ولیعهد لی چانگ سعی می‌کند با پدرش ملاقات کند اما ملکهٔ جوان به او اجازه نمی‌دهد.                     |            |              |              |            |                |
| ۲ | ۲          | «قسمت دوم»   | کیم سئونگ‌هون | کیم ایون‌هی | ۲۵ ژانویه ۲۰۱۹ |
| ولیعهد و مویانگ وارد جیل‌هون می‌شوند و به یک کشف وحشتناک می‌رسند. داستان سوبی از آنچه دیده کاملاً با دیده‌های ولیعهد همخوانی دارد.                                    |            |              |              |            |                |
| ۳ | ۳          | «قسمت سوم»   | کیم سئونگ‌هون | کیم ایون‌هی | ۲۵ ژانویه ۲۰۱۹ |
| شب هنگام، دونگنا به هرج و مرج کشیده می‌شود. چو هاک‌جو و ملکه بر روند مراقبت از شاه نظارت دارند. ولیعهد به یک نتیجه‌گیری ناخوشایند می‌رسد و قسم می‌خورد که مبارزه کند. |            |              |              |            |                |
| ۴ | ۴          | «قسمت چهارم» | کیم سئونگ‌هون | کیم ایون‌هی | ۲۵ ژانویه ۲۰۱۹ |
| ولیعهد در راه جستجوی کمک از ژنرال آهن هیون، با گروهی از بازماندگان روبرو می‌شود و طبق توصیه‌های سوبی، آنها را به سمت جیول‌هون هدایت می‌کند.                          |            |              |              |            |                |
| ۵ | ۵          | «قسمت پنجم»  | کیم سئونگ‌هون | کیم ایون‌هی | ۲۵ ژانویه ۲۰۱۹ |
| ولیعهد و همراهانش به یک روستا می‌رسند که به طرز عجیبی آباد است. سوبی در راه رساندن پناهجویان به ژنرال آهن‌هیون، متوجهٔ نکته‌های عجیبی می‌شود.                         |            |              |              |            |                |
| ۶ | ۶          | «قسمت ششم»   | کیم سئونگ‌هون | کیم ایون‌هی | ۲۵ ژانویه ۲۰۱۹ |
| چو هاک‌جو به ملکه، که یک راز شیطانی را پنهان می‌کند، حرف‌های خطرناکی می‌زند. ولیعهد دستور دفاع از سانگجو را صادر می‌کند، اما سوبی احساس بدی دارد.                     |            |              |              |            |                |

### فصل ۲ (۲۰۲۰)
| شم. کلی | شم. در فصل | عنوان        | کارگردان     | نویسنده    | تاریخ پخش اصلی |
| --- | ---------- | ------------ | ------------ | ---------- | -------------- |
| ۷ | ۱          | «قسمت اول»   | کیم سئونگ‌هون | کیم ایون‌هی | ۱۳ مارس ۲۰۲۰   |
| یک شکست غیرمنتظره در سانگجو مشکلات جدیدی را برای شاهزاده چانگ و دیگران به وجود می‌آورد. سوبی و چو بئوم‌پال در کنار چو هاک‌جو به دنبال امنیت هستند. |            |              |              |            |                |
| ۸ | ۲          | «قسمت دوم»   | پارک این‌جه   | کیم ایون‌هی | ۱۳ مارس ۲۰۲۰   |
| پس از حملهٔ شاهزاده چانگ به مونگیئونگ سجه، کابوسی اتفاق می‌افتد. مقامات خانهٔ ملکه را می‌گردند؛ با ظن اینکه او چیزی را مخفی کرده است. |            |              |              |            |                |
| ۹ | ۳          | «قسمت سوم»   | پارک این‌جه   | کیم ایون‌هی | ۱۳ مارس ۲۰۲۰   |
| وقتی چو هاک‌جو از حبس دزدیده می‌شود، شاهزاده چانگ به دنبال او می‌رود. سوبی به دنبال راهی برای معالجهٔ بیماری است. ملکه در انتظار شاهزاده‌اش است. |            |              |              |            |                |
| ۱۰ | ۴          | «قسمت چهارم» | پارک این‌جه   | کیم ایون‌هی | ۱۳ مارس ۲۰۲۰   |
| زمانی که شاهزاده از سوبی خواهشی می‌کند، او یک کشف مهم را با شاهزاده چانگ به اشتراک می‌گذارد. چو هاک‌جو به دیدار ملکه می‌رود و از او می‌خواهد تا حقیقت را به او بگوید.. |            |              |              |            |                |
| ۱۱ | ۵          | «قسمت پنجم»  | پارک این‌جه   | کیم ایون‌هی | ۱۳ مارس ۲۰۲۰   |
| برای نجات جان بی‌گناهان، شاهزاده چانگ و مردانش هانیانگ را تصرف می‌کنند. ملکه اعلام می‌کند که اگر او نتواند تاج و تخت داشته باشد، هیچ‌کس نباید داشته باشد. |            |              |              |            |                |
| ۱۲ | ۶          | «قسمت ششم»   | پارک این‌جه   | کیم ایون‌هی | ۱۳ مارس ۲۰۲۰   |
| پرنس چانگ و همراهانش آماده می‌شوند تا در برابر مردگان متحرک آخرین نبرد خود را انجام دهند. در همین حال، سوبی و هشت نگهبان دیگر توسط مردگان محاصره شده‌اند. سوبی موفق می‌شود کودک را نجات دهد. هفت سال بعد، بئوم‌پال و یونگ شین در یک کلبه کوچک خارج شهر ملاقات می‌کنند و یونگ شین توضیح می‌دهد که موج دوم بیماری در حال رسیدن است. |            |              |              |            |                |